# 旗帜飘扬
旗帜飘扬（飘扬的旗帜，中文歌词版本名为旗开得胜）被选为可口可乐公司的2010年国际足联将在南非举行的世界杯的宣传歌。却总是被误传是2010年世界杯足球赛的主题曲，演唱者是索马里裔加拿大歌手克南。哥伦比亚女歌手夏奇拉和南非乐队清新土地的《哇咔哇咔 (非洲时刻)》才是被正式选定为2010年国际足联世界杯主题歌。《旗帜飘扬》作为背景音乐也收录在2K Sports公司发行的游戏NBA 2K10以及EA Sports所发行的游戏2010 FIFA World Cup South Africa中。

## 排行榜表现
| 歌曲流行排行榜 (2009)  | 排名 |
| ---------------------- | ---- |
| 美国公告牌百强单曲榜   | 99   |
| 加拿大Canadian Hot 100 | 2    |

## 慈善表演版本
2010年初，署名为"Young Artists for Haiti"的加拿大音乐群星重新编排及发表了“飘扬的旗帜”的慈善特别版，其中有克南本人、艾薇儿·拉維尼、贾斯汀·比伯和妮莉·費塔朵等。
慈善版的收益拨给参与海地地震赈灾的儿童慈善团体。

## 其他語言版本
旗幟飄揚被世界各地錄製成十七種語言的版本，其中包括官方的英語，法語，西班牙語，阿拉伯语，蒙古語'克里奧語'馬札爾語'越南語'印度語'德語，葡萄牙語'俄語，希臘語'泰語'意大利語，憎迦羅語日語'印尼語和中文，中文版本名为“旗开得胜”，由亞洲巨星張學友與克南以及中國歌手張靚穎合唱。

## 轶闻
旗帜飘扬的中文版歌曲曾被中国网友恶搞并配上周星驰电影中的一些搞笑镜头。